# Reed Brody
Pour les articles homonymes, voir Brody.
Reed Brody, né le 20 juillet 1953 à Budapest, Hongrie, est un avocat américain, spécialisé dans la défense des victimes des régimes dictatoriaux.
Ancien conseiller juridique et porte-parole de l’organisation Human Rights Watch, il est surnommé « le chasseur de dictateurs » en raison de sa participation, au soutien des victimes, à la lutte contre l’impunité de dictateurs comme Augusto Pinochet, Jean-Claude « Baby Doc » Duvalier,  Hissène Habré ou Yahya Jammeh.
Très impliqué au côté des victimes du régime Habré, il fait partie de l’équipe représentant les victimes du dictateur tchadien devant les Chambres africaines extraordinaires. La condamnation d’Hissène Habré, en 2016, marque la fin de dix-huit années de lutte pour s’assurer que les crimes commis par le dictateur et sous ses ordres ne restent pas impunis et que ses victimes puissent obtenir réparation. De ce combat pour la justice, Reed Brody tire un livre, La traque de Hissène Habré : juger un dictateur dans un monde d’impunité, dans lequel il retrace le combat des victimes, avocats, juristes et enquêteurs internationaux pour parvenir à faire juger l’ancien chef d’État.
Reed Brody travaille actuellement avec des victimes de l’ancien dictateur gambien Yahya Jammeh.

## Enfance et éducation
Né en 1953 dans un milieu juif new yorkais, Reed Brody grandit à Brooklyn, élevé par sa mère, professeur d’art. Son père, Ervin Brody, est un champion de tennis et de tennis de table hongrois dans les années 1930. Après avoir passé trois ans dans des camps de travail allemands en Ukraine et en Yougoslavie, il rejoint la résistance et les partisans de Tito puis l'Armée rouge, participe à la libération de Budapest puis émigre outre-Atlantique en 1949 où il enseigne la littérature slave, Albert Camus, Tolstoï et Dostoïevski, à la Fairleigh Dickinson University.
Reed Brody est diplômé en sciences politiques de l'Université Fairleigh Dickinson (où il participe au mouvement d'opposition à la guerre du Vietnam), et en droit de l'Université Columbia. Dans le cadre de ses études de droit, il enseigne en tant qu'assistant de professeur à l'Université Panthéon-Sorbonne à Paris.

## Carrière
Reed Brody se décrit comme étant avant tout « quelqu'un qui se bat aux côtés des victimes » de régimes dictatoriaux, du Chili au Tchad.
Sa carrière de « militant de la lutte des peuples en souffrance » débute en 1984, lorsque Reed Brody quitte son poste de substitut du procureur de New York pour se rendre au Nicaragua sandiniste. Il enquête et découvre les preuves des atrocités commises par les contras, les opposants armés au gouvernement révolutionnaire de Managua, avec le soutien de l'administration Reagan à Washington. Publié à la une du New York Times, ses révélations font l'effet d'une bombe au Congrès et le font passer pour « un agent sandiniste » aux yeux de Ronald Reagan.
De 1987 à 1992, il codirige la Commission internationale de juristes à Genève, puis participe à la Commission des droits de l'homme des Nations Unies. En 1994-1995, il est directeur de la division des droits de l’homme de la mission de l’ONU au Salvador (ONUSAL). En 1997, il dirige une enquête de l’ONU sur des massacres en République démocratique du Congo (SGIT). Il est directeur exécutif de l'International Human Rights Law Group de 1992 à 1994. En 1995 et 1996, il coordonne une équipe juridique internationale, mise en place par Jean-Bertrand Aristide, le président d’Haïti, et chargée de poursuivre en justice les auteurs de crimes contre les droits de l’homme.
Il intègre Human Rights Watch en 1998, où il travaille d'emblée sur deux moments capitaux pour la justice internationale et la lutte contre l'impunité : la Conférence de Rome où est adopté le Statut de Rome, traité instituant la Cour pénale internationale, et l'affaire Pinochet devant la Chambre des Lords britannique.
Il est, depuis 2017, membre de la Commission internationale des juristes. Il est également membre du comité consultatif du Centre européen pour les droits constitutionnels et les droits humains.
Brody a notamment enseigné le droit en tant que chargé de cours et professeur adjoint à la Columbia University Law School et au Washington College of Law, et a été conférencier invité dans des universités comme Cornell, Georgetown, Harvard, NYU, Yale ou Sciences Po.

## Le «chasseur de dictateurs»
Reed Brody fait de la lutte contre l’impunité son combat. Il traque sans relâche les dictateurs en tous genres, pour remettre en cause l’état actuel du monde. Il affirme : 

« Si vous tuez une personne, on vous envoie en prison. Si vous tuez 40 personnes, on vous envoie dans un hôpital psychiatrique. Mais si vous tuez 40 000 personnes, vous pouvez bénéficier d’un exil confortable avec un compte en banque bien fourni dans un autre pays. C’est cela que nous voulons changer. »

Il participe à la campagne pour l’extradition de Pinochet en Espagne alors que l’ex-dirigeant chilien se trouve à Londres en 1998. En 1999, à Londres, la Chambre des lords suit Brody et rejette l’immunité de Pinochet. Ce coup d’essai, bien qu’inachevé puisqu'il regagne son pays après 17 mois d’assignation en résidence surveillée, est finalement une victoire. « Dans cette défaite, il faut voir une victoire de Brody : ce précédent a interdit à tous les despotes de se croire intouchables », commente un membre de l’entourage de Louise Arbour, haute commissaire aux droits de l’homme de l’ONU à l’époque.
En 2004, en tant que conseiller juridique de Human Rights Watch, il est le premier à parler du sort des détenus à la prison irakienne d'Abou Ghraib, puis des mystérieuses disparitions forcées de prisonniers d’Al-Qaïda. Il est l’auteur de plusieurs rapports sur le traitement des prisonniers par les États-Unis dans sa « guerre contre la terreur ».
En 2010, il assiste le gouvernement haïtien dans la préparation du procès contre l'ancien dictateur Jean-Claude Duvalier, dit « Baby Doc », et coécrit le rapport de Human Rights Watch, Haïti, un rendez-vous avec l’Histoire.
En tant que membre de la Commission internationale des juristes, en 2023, il est le seul observateur extérieur à assister au verdict du procès en appel de Desi Bouterse, ancien dictateur et président du Suriname, condamné pour les meurtres de prisonniers politiques. Il documente abondamment ce procès et permet sa médiatisation. Il s'agit, selon Brody, d'« une victoire pour la justice au Suriname et pour tous ceux qui combattent les abus de puissants dans le monde entier, cela rappelle que l’obligation de rendre des comptes n’a pas de date d’expiration ».
Parallèlement, il continue d'être très impliqué dans la documentation et la dénonciation des crimes internationaux commis par la Russie en Ukraine et par Israël à Gaza. En plus de son appui technique aux enquêteurs internationaux mettant en lumière les actes de guerre, il est régulièrement invité sur les plateaux pour expliquer l'actualité juridique internationale, décrypter les audiences de la Cour internationale de Justice et dénoncer le double standard des dirigeants et de la communauté internationale lorsqu'il s'agit d'appréhender les crimes internationaux commis, et l'impact de ce deux poids, deux mesures, sur le système de justice internationale.
Dans les médias, il s'inquiète du retour possible de Donald Trump à la Maison Blanche et de l'impact que celui-ci aura sur l'État de Droit, aux États-Unis comme dans le monde.

## Affaire Hissène Habré
L'engagement de Reed Brody dans la lutte pour la justice internationale s'étend également à son travail aux côtés de l'Association des victimes des crimes et répressions politiques de l’ex-dictateur du Tchad de 1882 à 1990, Hissène Habré exilé au Sénégal. Depuis 1999, Brody a apporté son expertise juridique et son soutien aux victimes cherchant à obtenir justice et réparation pour les atrocités commises sous le régime de Habré. Une étape cruciale dans cette quête de justice a été sa découverte en 2001 des archives de la police politique de Hissène Habré, retrouvées dans un immeuble délabré. Ces archives ont permis à Brody et à d'autres militants des droits de l'homme de reconstituer le parcours d'opposants, dont celui de Rose Lokissim, et ont fourni des preuves cruciales pour les poursuites judiciaires ultérieures.
En 2000, à la suite de la plainte déposée par sept victimes tchadiennes, Habré est inculpé pour crimes contre l'humanité, crimes de guerre et actes de torture par la justice sénégalaise avant que celle-ci ne se déclare incompétente pour le juger à la suite d'une ingérence politique. Ses victimes se tournent alors vers la Belgique.
À l'issue de quatre années d'instruction, le juge belge Daniel Fransen délivre un mandat d'arrêt international afin d’obtenir l’extradition de Hissène Habré, inculpé de crimes contre l'humanité, crimes de guerre et actes de torture perpétrés durant les huit années de sa présidence. Ce mandat visant à obtenir l'extradition de Habré vers la Belgique pour répondre de ses crimes devant la justice internationale est une étape majeure dans la quête de justice des victimes.
La question de l’extradition de l’ancien dictateur tchadien crée une forte tension au sein de la communauté internationale. Les autorités sénégalaises font soumettre la question à l'Union africaine pour « indiquer la juridiction compétente » pour juger Habré. Le 2 juillet 2006, l'Union africaine donne mandat au Sénégal de poursuivre Hissène Habré « au nom de l'Afrique », ce que le président du Sénégal, Abdoulaye Wade, accepte.
Grâce à l'engagement et à la détermination des associations de victimes, avocats et défenseurs des droits, l'affaire Habré a continué à progresser malgré les défis et obstacles rencontrés. En 2013, Habré a été arrêté au Sénégal et placé en détention provisoire en attendant son procès.
Le procès de Hissène Habré s'est ouvert devant les Chambres africaines extraordinaires (CAE), juridiction spéciale créée au sein du système judiciaire sénégalais pour juger les crimes commis sous le régime de Habré. Reed Brody a joué un rôle central dans la coordination des efforts des avocats et des organisations de défense des droits de l'homme pour garantir un procès équitable et transparent.
En 2016, après un long processus judiciaire, Hissène Habré est reconnu coupable de crimes contre l'humanité, de crimes de guerre et de torture par les CAE. Cette décision historique a marqué la première fois qu'un ancien chef d'État était jugé et condamné pour de tels crimes par un tribunal d'un autre pays. Le verdict a été salué comme une victoire pour la justice internationale et comme un exemple de l'importance de la responsabilité des dirigeants pour leurs actes. Reed Brody a souligné l'importance de ce jugement pour les victimes de violations des droits de l'homme à travers le monde et a appelé à ce que d'autres responsables de crimes similaires soient traduits en justice.
Après la condamnation de Hissène Habré en 2016, les efforts se sont concentrés sur la mise en œuvre de la décision des Chambres africaines extraordinaires et sur l'indemnisation des victimes. Reed Brody et son équipe ont continué à travailler avec les victimes et leurs familles pour obtenir des réparations financières et symboliques pour les souffrances endurées sous le régime de Habré.
Dans le cadre de l'ordonnance de réparation des CEA, l’Union africaine  est chargée de mettre en place un fonds spécial pour indemniser les victimes de Hissène Habré. Reed Brody est activement impliqué dans le processus de mise en œuvre de cette ordonnance pour garantir que les réparations soient distribuées de manière équitable et transparente.
Au début de l'année 2024, les premiers versements de réparations ont été effectués. 
Les victimes ont commencé à recevoir de la part du gouvernement tchadien une indemnisation de 10 milliards de francs CFA (soit 15,2 millions d’euros). 10 700 victimes, y compris les survivants des prisons et les familles de ceux qui ont été tués sous Habré recevra 925 000 francs CFA (soit 1 410 euros). Cela représente moins de 10 % de ce que les tribunaux avaient accordé aux victimes.
Pour Brody,  « cet argent ne représente qu’une petite fraction de ce qui leur a été accordé par les tribunaux, et beaucoup, beaucoup moins que ce à quoi elles ont droit en vertu du droit international. Mais pour de nombreuses victimes qui ont attendu si longtemps et qui sont dans une situation désespérée, ce paiement fera une énorme différence dans leurs vies ».

## La Traque de Hissène Habré: juger un dictateur dans un monde d’impunité
L'affaire Hissène Habré et le combat des victimes pour lutter contre l'impunité du dictateur tchadien et de ses hommes de mains ont été narré par Reed Brody dans un livre, La Traque de Hissène Habré : Juger un Dictateur dans un Monde d’Impunité, paru, dans sa version française, en mars 2024. Ce livre n'est pas qu'un simple récit des événements entourant l'affaire Hissène Habré, c'est un compte rendu de la quête de justice internationale menée par les victimes, activistes et avocats, mettant en lumière les défis, les triomphes et les leçons tirées de cette lutte.
Dans ce livre, Brody offre un compte rendu détaillé des étapes clés du processus judiciaire, depuis les premières plaintes déposées par les victimes jusqu'à la condamnation finale de Habré pour crimes contre l'humanité, crimes de guerre et actes de torture. L'ouvrage présente une analyse approfondie des défis juridiques, politiques et humanitaires rencontrés tout au long de cette affaire, mettant en lumière les stratégies et les tactiques utilisées par les avocats des victimes pour obtenir justice. Brody examine également les implications plus larges de cette affaire pour la lutte contre l'impunité des dirigeants tyranniques et pour la promotion de la justice internationale.
Le livre s'appuie sur des recherches approfondies, des entretiens avec des acteurs clés et des documents juridiques pour offrir une perspective nuancée et documentée sur cette affaire emblématique de justice internationale. En explorant les réussites, les défis et les leçons apprises tout au long du processus, Brody offre aux lecteurs un aperçu des enjeux complexes liés à la poursuite des responsables de violations des droits de l'homme à l'échelle mondiale.
La Traque de Hissène Habré constitue ainsi une contribution importante à la littérature sur la justice internationale et les droits de l'homme, offrant une analyse approfondie d'une affaire emblématique de lutte contre l'impunité des dirigeants tyranniques. La parution de ce livre a fait l'unanimité des critiques : un « récit saisissant, riche d’enseignements et de surprises », « parfaitement écrit, avec un suspens incroyable ». En Une du Monde des Livres la semaine de la parution de La Traque, le livre de Reed Brody y est décrit comme un « magnifique récit … [un] thriller judiciaire ». 

## Affaire du juge Baltasar Garzón
Il suit de près le procès du juge Baltasar Garzón, accusé d'outrepasser son mandat en n'appliquant pas la loi d'amnistie espagnole en ayant ouvert une enquête sur les disparitions survenues pendant la guerre d'Espagne et sous le régime franquiste. Garzón s'est fait connaître au niveau international en lançant un mandat d'arrêt contre l'ex-dictateur chilien Augusto Pinochet ainsi que contre d'autres personnalités étrangères d'importance en vertu de la compétence universelle.
En avril 2010, lors d'un rassemblement de plus de 60 000 personnes à la Puerta del Sol de Madrid, Reed Brody dénonce l'ironie que le juge Garzón soit poursuivi pour avoir tenté d'appliquer les principes qu'il avait avec succès promus à l'échelle internationale, dans l'affaire Pinochet. Brody exprime alors son indignation devant le fait que le juge Garzón soit le premier magistrat en Espagne à être jugé pour avoir ordonné des écoutes téléphoniques.

## Travail avec les victimes de Yahya Jammeh
À partir de 2017, Brody a joué un rôle crucial dans la documentation et la poursuite des crimes présumés commis sous le règne de Yahya Jammeh (1994-2017), notamment des actes de torture, de disparitions forcées et d'exécutions extrajudiciaires. Son engagement à traduire en justice les responsables de ces violations a été un élément essentiel dans la quête de vérité et de réparation pour les victimes.
En collaboration avec des organisations de défense des droits de l'homme telles que Human Rights Watch et Trial International, Brody a contribué à sensibiliser le public et les instances internationales sur les abus commis en Gambie. Son travail a permis de mettre en lumière les atrocités perpétrées par le régime de Jammeh et d'exiger des comptes à ceux qui en étaient responsables.
La Gambie a mis en place une Commission vérité, réconciliation et réparations (CVRR/TRRC en anglais) chargée d'enquêter sur les abus commis sous le régime de Jammeh et de promouvoir la réconciliation nationale,. Reed Brody a apporté son expertise et son soutien aux travaux de la CVRR, contribuant ainsi à la collecte de témoignages et à la recherche de vérité pour les victimes.
La CVRR a émis des ordonnances de restitution et de réparation en faveur des victimes des violations des droits de l'homme commises sous le régime de Jammeh. De plus, plusieurs anciens responsables du régime ont été poursuivis dans des tiers pays, au nom de la compétence universelle, pour leur implication dans ces crimes,,.

## Publications
En 1984, lors d’une mission d’enquête au Nicaragua, il met en lumière les atrocités commises contre les civils par les contras, financés par les États-Unis et publie Contra Terror in Nicaragua.
Sur l'affaire Pinochet, il est coauteur de The Pinochet Papers: The Case of Augusto Pinochet in Spain and Britain et auteur du rapport de Human Rights Watch Le Précédent Pinochet.
Il est l’auteur principal du rapport de la Commission internationale des juristes paru en 1997, Tibet : droits de l'homme et primauté du droit.
Son livre, Faut-il juger George W. Bush ? Pleins feux sur un rapport qui dénonce la torture et l'impunité, qui reprend un de ses rapports pour Human Rights Watch, Getting Away with Torture: The Bush Administration and Mistreatment of Detainees, s'interroge sur l'attitude à adopter face à des chefs d'Etat de pays démocratiques qui violent des droits humains et pratiquent la torture et apporte éclairages sur les pratiques de l'administration Bush et sur ses responsabilités au regard des lois américaines à raison des faits de tortures dénoncés dans les prisons de la CIA.
Spécialiste de la justice internationale, Reed Brody est régulièrement interviewé par LCI, France 24, TV5 Monde ou encore Jeune Afrique. Ses articles sont publiés dans de nombreux journaux comme le New York Times, le Washington Post, Le Monde, Le Soir, ou El País.

## Films documentaires
Le travail de Reed Brody sur les affaires Pinochet et Habré est retracé dans les films documentaires Hissène Habré : La Traque d’un Dictateur (Canal+ France, 2009), The Dictator Hunter (Klaartje Quijrins, 2007) et Chasseur de dictateurs.

## Vie privée
Il a un fils, Zachary Brody, né en 2000, le résultat de son mariage avec la féministe et militante des droits de l'homme brésilienne Myriam Marques. Ils divorcent en décembre 2012.
Reed Brody vit désormais entre Barcelone et l'Aude avec sa partenaire, la réalisatrice espagnole Isabel Coixet.